# NGC 6500
NGC 6500 في الفهرس العام الجديد، هي مجرة، تقع في كوكبة الجاثي. اكتشفت في 1799 بواسطة ويليام هيرشل.

## روابط خارجية
- NGC 6500 على موقع ويكي سكاي: DSS2, SDSS, GALEX, IRAS, Hydrogen α, X-Ray, Astrophoto, Sky Map, Articles and images